# Genteng (Bogor Selatan)
Genteng is een bestuurslaag in het regentschap Kota Bogor van de provincie West-Java, Indonesië. Genteng telt 7660 inwoners (volkstelling 2010).